# Arijarat IV. Kapadoški
Arijarat IV. Evzeb (starogrško Ἀριαράθης Εὐσεϐής [Ariaráthēs Eusebḗs]), kralj Kapadoškega kraljestva, vladal 220–163 pr. n. št., * ni znano, † ni znano.

## Življenjepis
Arijarat IV. je bil sin kapadoškega kralja Arijarata III. in njegove grško-makedonske žene Stratonike. Na prestol je prišel po očetovi smrti kot otrok in vladal približno 52 let. Poročen je bil z Antiohido, hčerko sirijskega kralja Antioha III. Velikega in njegove žene Laodike III.. Zaradi te družinske zveze se je na Antiohovi strani udeležil vojne proti Rimski republiki. Po Antiohovem porazu leta 190 pr. n. št. je leta 188 pr. n. št. zaprosil za mir. Ker se je njegova hčerka Stratonika  malo pred tem zaročila s pergamskim kraljem Evmenom II., s katerim se je kasneje tudi poročila, je dosegel ugodne mirovne pogoje in postal rimski zaveznik. Leta 183-179 pr. n. št. je kot Evmenov zaveznik sodeloval v  njegovi vojni proti pontskemu kralju Farnaku. Polibij omenja, da so po smrti selevkidskega vladarja Antioha IV. Epifana Rimljani k Arijaratu poslali svojo delegacijo.

## Družina
Za Arijaratovo ženo so najprej trdili, da ni imela otrok in je zato posvojila dva majhna otroka, Arijarata in Oroferna, ki ju predstavila kot svoja. Kasneje so trdili, da je rodila dve hčerki in sina Mitridata, zato so posvojenca poslali iz Kapadokije, prvega v Rim, drugega pa v Jonijo.